# 2011年至2012年英格蘭足總盃
2011/12球季英格蘭足總盃（英語：FA Cup），是第131屆英格蘭足總盃，今屆賽事的冠軍是車路士，他們在決賽以2:1擊敗利物浦，奪得冠軍。
車路士近6屆足總盃贏了其中4屆。

## 外部連結
1. 英格蘭足總盃官網Archive-It的存檔，存档日期2012-04-24
2. 英格蘭足總盃 歷屆冠軍（页面存档备份，存于）